# 3 Dywizja Zmechanizowana (Federacja Rosyjska)
3 Dywizja Zmechanizowana (pełna nazwa: 3 Wiśleńska Dywizja Zmechanizowana odznaczona Orderem Czerwonego Sztandaru, Orderami Suworowa i Kutuzowa, ros. 3-я мотострелковая Висленская Краснознамённая, орденов Суворова и Кутузова дивизия) – związek taktyczny Wojsk Lądowych Sił Zbrojnych Federacji Rosyjskiej, wchodząca w skład 20 Gwardyjskiej Armii Ogólnowojskowej Zachodniego Okręgu Wojskowego.
Dowódcą dywizji jest od stycznia 2019 płk Aleksiej Awdiejew (ros. Алексей Авдеев). Dywizja stacjonuje w obwodach biełgorodzkim i woroneskim. Na wyposażeniu posiada czołgi T72B3M, bojowe wozy piechoty BMP-2, BTR-82A, systemy artylerii rakietowej BM-27 Uragan, Tornado-G, BM-21 Grad.